# Мадхо Рао Скіндія
Мадхо Рао Скіндія (20 жовтня 1876 — 5 червня 1925) — магараджа Гваліора, підконтрольний британській адміністрації.